# Store Sommarøya
Store Sommarøya er en ø i Tromsø kommune i Troms og Finnmark fylke i Norge. Øen ligger mellem Kvaløya og Hillesøya og der er broforbindelse til begge naboøerne. Bebyggelsen på Store Sommarøy er en del af fiskerlejet og byen Sommarøya.
69°37′57″N 18°01′08″Ø / 69.63250°N 18.01889°Ø